# Neda Arnerić
Neda Arnerić serb. Неда Арнерић (ur. 15 lipca 1953 w Knjaževacu, zm. 10 stycznia 2020 w Belgradzie) – serbska aktorka.  Była uważana za symbol seksu w jugosłowiańskich filmach i zdjęciach.

## Życiorys
W 1980 roku ukończyła studia na Wydziale Filozofii Uniwersytetu Belgradzkiego z tytułem historii sztuki.
W 1981 roku wyszła za mąż za serbskiego lekarza Milorada Mešterovicia, który zmarł w grudniu 2018 roku. Nie mieli dzieci.
W lutym 2019 roku jej brat znalazł ją nieprzytomną, po czym spędziła 40 dni w Wojskowej Akademii Medycznej w Belgradzie. 10 stycznia 2020 roku zmarła w wieku 66 lat. Jej brat znalazł ją martwą we własnym domu w Belgradzie.

## Filmografia
- 1968: Dziewczyna na moście jako Visnja
- 1969: Czas bez wojny jako Blagunja
- 1971: Venom jako Anna
- 1972: Wystrzał jako Vera
- 1972: Bogaci i szczęśliwi jako Lucia
- 1973: Piąta ofensywa jako Jagoda
- 1973: Shaft w Afryce jako Jazar
- 1974: Valter brani Sarajevo jako Neda
- 1974: Republika Użycka jako Jelena
- 1975: Kiedy miasto się budzi jako Sophie
- 1977: Ciemne echo jako Hilda Beckmann
- 1977: Miłosne życie Budimira Trajkovicia jako dziewczyna
- 1980: Kto tam śpiewa jako panna młoda
- 1981: Połów w mętnej wodzie jako Dana
- 1984: Kapryśne lato 68 jako Olja Miranovski
- 1984: Koniec świata jako Nadica
- 1986: Wieczorne dzwony jako Meira
- 1987: Anioł stróż jako Mila
- 1987: Marjuča albo śmierć jako Marija
- 1989: Czas cudów jako Popadija
- 1993: Trzy bilety do Hollywood jako Natalja
- 1993: Księżyc nad Belgradem jako mama Aleksa
- 1999: U imie oca i sina jako Ceca
- 2001: Natasza jako Biljana
- 2004: Winda jako Ceca, stewardesa
- 2007: Nasza mała klinika jako dr Sanja Popic
- 2007: Zmień mnie jako Dunja Stanić, żona Dušana
- 2010: On taki nie jest jako Glumica
- 2015: Dla króla i ojczyzny jako Milena